# Xã Clark Fork, Quận Cooper, Missouri
Xã Clark Fork (tiếng Anh: Clark Fork Township) là một xã thuộc quận Cooper, tiểu bang Missouri, Hoa Kỳ. Năm 2010, dân số của xã này là 655 người.